# 밀턴 허시

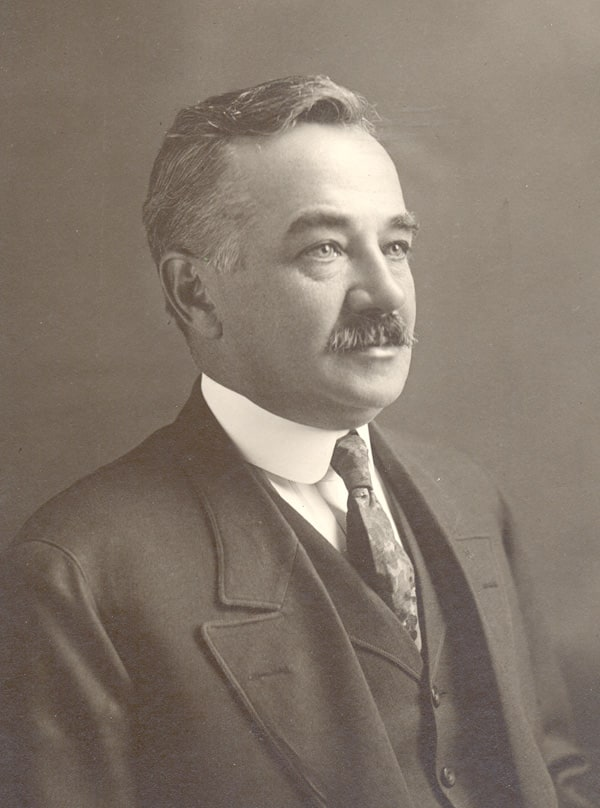
밀턴 스네이블리 허쉬

밀턴 스네이블리 허쉬(Milton Snavely Hershey, 1857년 9월 13일-1945년 10월 13일) 또는 '밀턴 허쉬'는 미국의 제과사업가, 자선가다. 초콜릿 제조기업 허쉬社와 펜실베이니아주의 기업도시 허시를 세운 사람이다.
1995년 9월 13일 미국 우정청에서 기념우표가 발행되었다. 노동 명예의 전당 헌액자다.

## 어린 시절
1857년 9월 13일 헨리 허쉬와 베로니카 스네이블리 부부의 아들로 태어났다. 허시 가는 1700년 초 펜실베이니아주로 이주해 온 스위스-독일계 가문으로, 메노파 기독교 집안이었다. 이런 관계로 허쉬의 모국어는 펜실베이니아 독일어였다. 이 당시의 농촌 유소년들이 모두 그렇듯 허시 역시 농가의 집안일과 농사를 도우면서 보냈다. 그러면서 노동의 가치와 인내심을 배웠다. 부친 헨리 허쉬는 처자식을 내버리고 여기저기 떠돌아다녔고, 이 때문에 허쉬는 제대로 된 교육을 받지 못해 초등학교 4학년 중퇴가 최종 학력이다
1871년 밀턴 허쉬는 학교를 중퇴하고 지역 인쇄공 샘 에른스트의 도제로 들어갔다. 에른스트는 독일어-영어 혼용 신문을 만드는 인쇄소를 운영했다. 허시는 인쇄공 일이 지겨웠다. 어느날 기계에 모자를 떨어뜨려 고장내는 실수를 했고 에른스트는 허쉬를 바로 해고했다. 부친이 에른스트에게 사정을 했고 에른스트는 허쉬에게 두 번째 기회를 주기로 했다. 그러나 허쉬의 모친과 이모 매티 스네이블리의 생각은 달라서, 허쉬에게 사탕 만드는 일을 배우게 하고 싶어했다. 그래서 모친의 주선으로 14세의 허쉬는 펜실베이니아주 랭커스터 시의 조지프 로이어라는 제과사의 도제로 들어갔다. 이후 4년간 허쉬는 과자 제조법을 배웠다. 1876년 필라델피아로 간 허쉬는 거기서 제과사업을 시작했다.
이후 허쉬는 콜로라도주 덴버로 갔다가 그 동네 제과사들에게 우유로 캐러멜을 만드는 법을 배웠다. 이후 기회를 찾아 뉴올리언스와 시카고 등지를 떠돌다가 1883년 뉴욕에 정착, 후일러스에 취직해 기술을 배웠다. 이후 두 번째로 자기 가게를 열어서 처음에는 잘 나갔으나, 3년만인 1886년 폐업했다.

## 랭커스터 캐러멜사
허시는 1883년에 랭커스터로 돌아왔다. 은행에 대출을 받아 랭커스터 캐러멜사를 창업했고 대성공을 거두었다. 허시는 떠돌아 다니면서 배운 제조법들로 캐러멜을 만들었고, 또한 캐러멜은 무더기로 팔아야 잘 팔린다는 것을 떠돌이 생활 중 알게 되어 그것을 실행으로 옮겼다. 어느날 한 영국인이 랭커스터를 방문했다가 허시의 사탕을 맛보고 대만족하여 영국으로 대량의 주문을 발주했다. 이 덕에 허시는 은행 채무를 모두 갚고, 새 재료와 설비를 구입할 수 있을 정도로 잔금이 남았다.
1890년대 초가 되면 랭커스터 캐러멜사는 공장 2개에 노동자 1,300 명을 고용하는 중견 기업이 되었다. 1893년 시카고에서 열린 만국 콜롬비아 박람회에 다녀온 허시는 초콜릿에 흥미를 가지게 되었다. 오랜 고민 끝에 허시는 모험을 해보기로 하고 랭커스터 캐러멜사를 100만 불에 매각, 허시 초콜릿사를 창업했다.

## 허시 초콜릿사

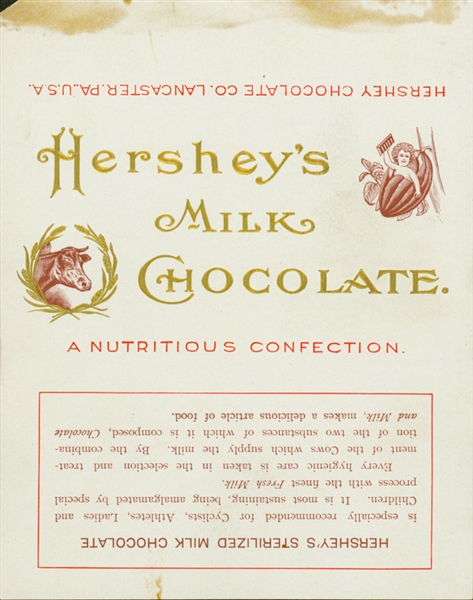
최초의 허시 밀크 초콜릿 포장지.

1900년 랭커스터 캐러멜사를 매각한 허시는 랭커스터 북서쪽으로 50 km 떨어진, 자기 고향인 데리 면 근교의 농지를 구입했다. 이 농장을 통해 우유를 공급받아 밀크 초콜릿의 생산에 도전했다. 당시 밀크 초콜릿은 사치품이었다. 시행착오 끝에 허시는 고유 초콜릿 제조법을 만들어낼 수 있었고, 1900년 최초의 허시 바가 시판되었다. 허시 키세스는 1907년 개발되었고, 허시 바 아몬드는 1908년 출시되었다.
1903년 3월 2일, 허시는 세계 최대의 초콜릿 공장을 건설하기 시작했다. 1905년 완공된 공장은 최신 생산기법을 사용해 미국 최초의 국민 초콜릿 상표가 되었다. 허시 공장은 목장 한가운데 있었는데, 허시 본인이 주도하여 공장 주변으로 사택, 교회, 상가, 도로가 만들어졌다. 이 초콜릿 공단은 하나의 마을을 이루어 오늘날의 허시가 되었다.

## 자선사업
허시는 1898년 5월 25일 캐서린 "키티" 스위니와 결혼했다. 키티는 아일랜드계 천주교도로, 뉴욕주 제임스타운 출신이었다. 허시는 뉴욕의 사탕가게에 캐러멜을 배달하러 갔다가 키티를 만났다. 확인할 수 있는 모든 증거에서 두 사람의 결혼생활은 행복했다고 한다. 하지만 아이가 태어나지 않자 자기 아이를 낳아 기르는 대신 다른 사람들을 돕기로 하여 1909년 신탁을 만들어 허시 공업학교를 세웠다.
1912년, 허시 부부는 영국으로 유람선 여행을 예약했다. 그러나 허시에게 갑작스러운 사업상 용무가 생겨 여행을 취소했다. 그 배는 바로 RMS 타이타닉호로, 하마터면 죽을 뻔했다. 여행을 취소한 이유가 키티가 갑자기 아파서였다고도 알려져 있는데, 키티는 이 즈음 만성적으로 아팠기 때문에 정확한 이유는 되지 못할 것이다. 타이타닉호의 불운을 피한 허시 부부는 독일 호화여객선 SS 아메리카를 타고 여행을 떠났다. 허시 박물관에는 밀턴 허시가 타이타닉호의 1등칸을 예약하면서 화이트 스타 라인에 계산한 수표가 전시되어 있었다. 이 수표는 현재 2009년 허시 박물관을 대체한 허시 스토리 박물관 수장고에서 보관하고 있다. 키티는 1915년 상세 불명의 질병으로 사망했고 허시는 재혼하지 않았다.
1918년 허시는 회사 경영권을 포함한 자기 자산 대부분을 허시 학교신탁기금에 넘겼다. 지금도 이 신탁회사는 허시 초콜릿의 주주로서 큰 지분을 차지하며 경영권을 쥐고 있다. 1951년 학교 이름이 밀턴 허시 학교로 개명되었다. 밀턴 허시 학교신탁은 허시 오락휴양회사(호텔 허시, 허시파크 등의 모회사)의 지분 100%를 소유하고 있다. 허시는 학교와 사업의 발전을 아주 자랑스러워 했고, 노동자들의 복지에도 많은 관심을 기울였다.
허시는 노동자들에게 좋은 생활환경을 제공하면 노동자들이 더 훌륭하게 일한다는, 당시 미국에선 이례적인 사고방식을 가진 자본가였다. 허시는 노동자들의 사택 및 편의시설로 만든 기업도시 허시 마을의 공동체를 가꾸는 것에 일생동안 열정적이었다. 1935년 허시는 자선재단인 M.S. 허시 재단을 설립해서 허시 마을의 주민들에게 교육과 문화의 기회를 주고자 했다. 재단이 공급한 자산은 크게 세 가지인데, 허시 박물관, 허시 정원, 허시 극장 및 허시 공동체 기록보관소가 그것이다.
하지만 허시의 사내복지정책은 어디까지나 자본가의 선의에 의존하는 것으로써 그 한계도 분명했다. 노동자들이 노동조합 결성을 요구하자 허시는 이를 불허했다. 허시 마을은 시장도, 자치기구도 없었고, 온정적 가부장인 밀턴 허시가 계몽절대군주로 군림하는 소왕국이었다. 1937년 산별노조협의회(CIO)로 조직화된 노동자들이 노조 결성, 타사 초콜릿 공장과 동일한 노동시간, 근로계약서에 임금과 수당 명시 등의 조건을 요구하며 파업에 나서자 허시는 자신이 그렇게 잘 해준 노동자들이 왜 그런 요구를 해오는지 진심으로 이해하지 못했다. 파업에 참여한 노동자 600 명이 공장에 들어가 문을 걸어 잠갔고, 허시 사장을 지지하는 다수 노동자들이 파업 노동자들을 탄압하여 폭력사태가 일어났다. 허시는 공포에 질려 저택에 틀어박힌 채 모든 일처리를 변호사들에게 맡겼다. 다수 노동자들이 사측 편에 서면서 최초의 노조 결성 시도는 실패로 돌아갔지만 장기적으로 노조 결성이라는 대세를 막을 수는 없었다. 허시 노동자들은 CIO보다 온건한 미국노총(AFL) 소속 제과제빵노동자국제조합에 가입했다.

## 제2차 세계대전기

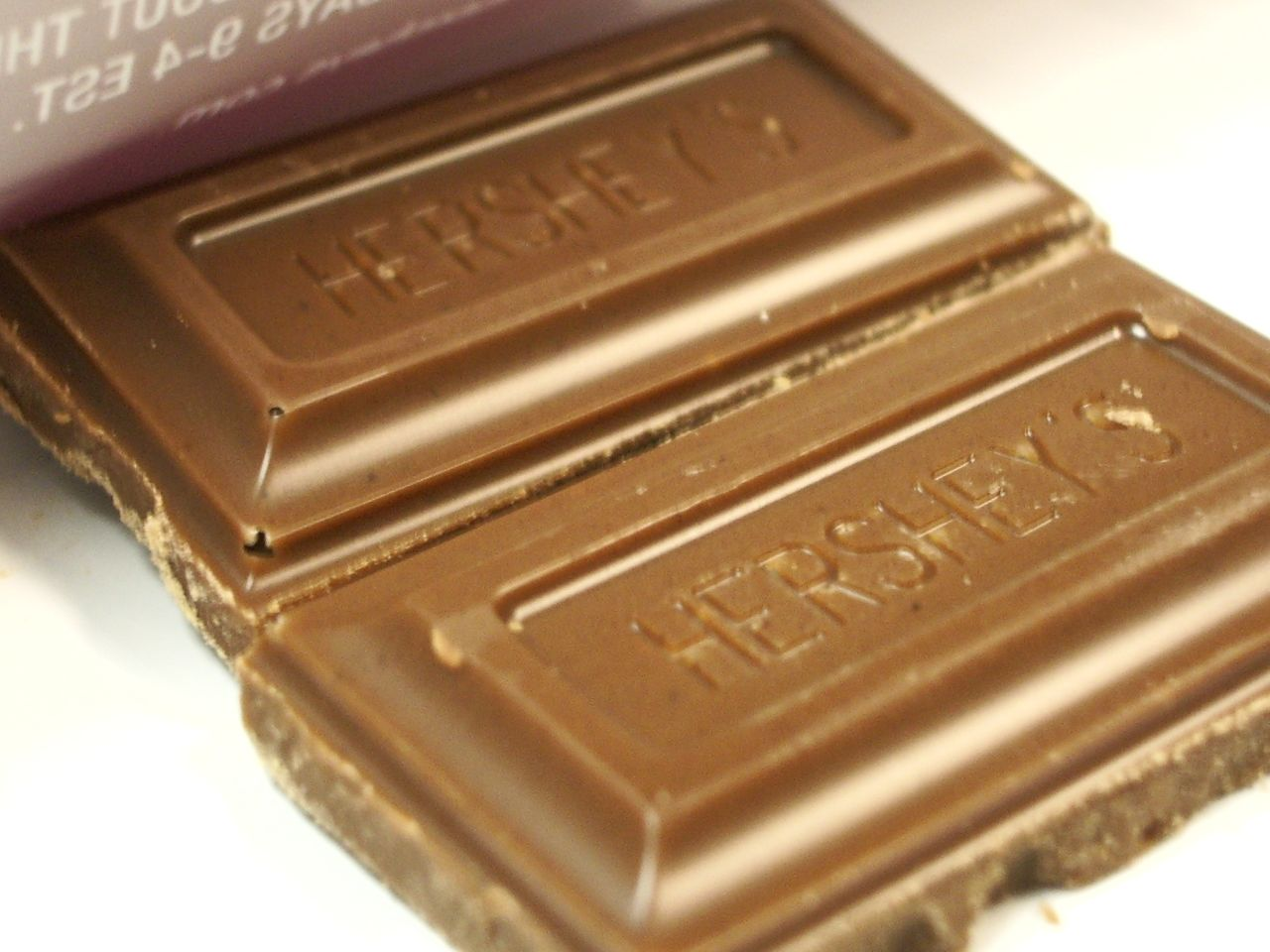
레이션 D 초콜릿.

허시 초콜릿은 제2차 세계대전 때 미군에 바형 초콜릿을 납품했다. 이 바들을 소위 레이션 D 바라고 한다. 육군은 허시에게 레이션 D 바를 주문하면서 특이한 요구사항들을 달았다. 무게는 1-2 온스(28-57 그램)이어야 하고, 화씨 90도(섭씨 32도) 이상에서만 녹아야 하며, 병사들이 비상식량을 몰래 까먹지 않도록 불쾌한 맛이 나야 한다는 것이었다. 1-2년 뒤 레이션 D 바에 만족한 육군은 허시에 트로피컬 초콜릿 바라는 전투 초콜릿을 발주했다. 트로피컬 초콜릿 바는 레이션 D 바와 대동소이했으나 다만 맛이 조금 더 좋았다. 트로피컬 초콜릿 바는 이름 그대로 열대기후에서도 녹지 않는 것을 목표로 만들어졌다. 1940년에서 1945년 사이 레이션 D 바와 트로피컬 초콜릿 바는 총 30억 개 이상 생산되어 전세계의 미군 병사들에게 보급되었다. 1939년이 되면 허시 공장은 하루에 100,000 개의 군용 초콜릿을 생산할 수 있었고, 제2차 세계대전 말엽에는 군용 초콜릿을 1주일에 240만 개씩 찍어냈다. 군용 초콜릿 생산에 양과 질 모두 기대를 뛰어넘는 성과를 보여주었다는 이유로 허시 초콜릿사는 육해군 E급 생산상을 수상했다. 심지어 허시 공장의 기계실에서 전차를 비롯한 전쟁 기계 부품을 만들기도 했다.

## 말년
1944년 경영 일선에서 물러난 밀턴 허시는 이듬해인 1945년 10월 13일 폐렴으로 허시 병원에서 죽었다. 향년 88세.